# فراساختار

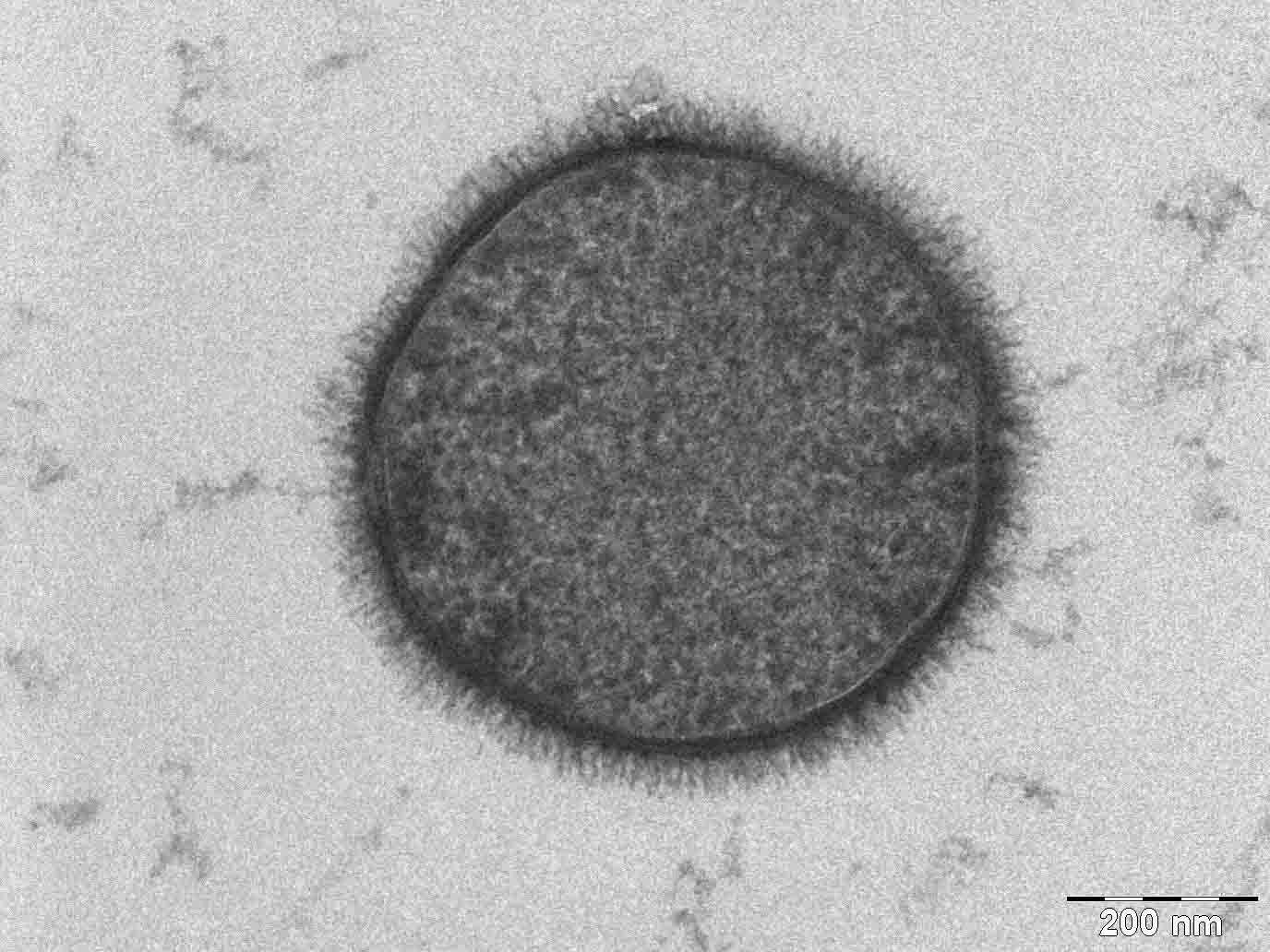
فراساختار متعلق به یک سلول باکتریایی منفرد (Bacillus subtilis). نوار مقیاس 200 نانومتر است.

فراساختار  معماری از سلول ها و مواد زیستی است که در بزرگنمایی های بالاتر از آنچه بر روی میکروسکوپ نوری استاندارد  یافت می شود . این به‌طور سنتی به معنای وضوح و محدوده بزرگنمایی یک میکروسکوپ الکترونی  معمولی (TEM) در هنگام مشاهده نمونه های بیولوژیکی(زیستی) مانند سلول ها ، بافت ها یا اندام ها است .فراساختار را می توان با میکروسکوپ اسکن الکترونی  و میکروسکوپ با وضوح فوق العاده نیز مشاهده کرد ، اگرچه TEM یک تکنیک بافت شناسی استاندارد برای مشاهده فراساختار است. از جمله ساختارهای سلولی به عنوان اندامک ها ، که به سلول اجازه می دهند در محیط مشخص شده خود به درستی عمل کند، را نیز می توان در سطح فراساختاری بررسی کرد.
فراساختار، همراه با فیلوژنی مولکولی ، یک روش فیلوژنتیکی قابل اعتماد برای طبقه بندی موجودات است. ویژگی های فراساختار به صورت صنعتی برای کنترل خواص مواد و ارتقای زیست سازگاری استفاده می شود.

## تاریخچه
در سال 1931 مهندسان آلمانی مکس نول و ارنست روسکا اولین میکروسکوپ الکترونی را اختراع کردند. با توسعه و اختراع این میکروسکوپ، دامنه ساختارهای قابل مشاهده ای که کاوش و تجزیه و تحلیل در آن ها ممکن بود ، بسیار افزایش یافت، و این در زمانی اتفاق افتاد که زیست‌شناسان به تدریج به ساختار زیر میکروسکوپی سلول‌ها علاقه مند شدند. این حوزه جدید از تحقیقات مربوط به زیرساختار و همچنین به عنوان فراساختار نیز شناخته می شود.

## کاربرد
بسیاری از دانشمندان از مشاهدات فراساختاری برای مطالعه موارد زیر استفاده می کنند، از جمله(اما این موارد به موارد ذیل محدود نمی باشد بلکه موارد دیگری نیز با مشاهدات فرا ساختاری مورد مطالعه و بررسی قرار می گیرند):
- تومورهای انسانی [۴]
- کلروپلاست [۵]
- استخوان [۶]
- پلاکت ها [۷]
- اسپرم [۸]

## زیست شناسی
یک ویژگی فراساختار رایج که در سلول های گیاهی یافت می شود، تشکیل کریستال های اگزالات کلسیم است.  این نظریه وجود دارد که این کریستال ها برای ذخیره کلسیم تا زمانی که برای رشد یا تکامل مورد نیاز باشد. در داخل سلول عمل می کنند .
کریستال‌های اگزالات کلسیم در   حیوانات نیز تشکیل شوند و همچنین سنگ‌های کلیه نیز شکلی از فراساختارها است. از نظر تئوری، می توان از نانو باکتری ها برای کاهش تشکیل سنگ های کلیه اگزالات کلسیم استفاده کرد.

## مهندسی
توانایی کنترل مهندسی فرا ساختار موجب استفاده های مهندسی از آن برای کنترل رفتار سلول ها می شود. سلول‌ها به راحتی به تغییرات ماتریکس برون سلولی خود (ECM) پاسخ می‌دهند، بنابراین ساخت مواد برای تقلید ماتریس برون سلولی  ( ECM )باعث افزایش کنترل چرخه سلولی و بیان پروتئین می‌شود. 
بسیاری از سلول ها مانند گیاهان، کریستال های اگزالات کلسیم تولید می کنند و این کریستال ها معمولاً اجزای فراساختاری سلول های گیاهی دمحسوب می شوند. اگزالات کلسیم ماده ای است که برای ساخت لعاب های سرامیکی استفاده می شود [6] و همچنین دارای خواص بیومتریال است. برای کشت سلول ها و مهندسی بافت ، این کریستال در سرم جنین گاو یافت می شود ، و جنبه مهم از ماتریکس خارج سلولی برای کشت سلول ها است.
فراساختار فاکتور مهمی است که در مهندسی ایمپلنت دندان باید در نظر گرفته شود. از آنجایی که این دستگاه‌ها مستقیماً با استخوان ارتباط دارند، ادغام آنها با بافت اطراف برای عملکرد مطلوب دستگاه ضروری است. مشخص شده است که استفاده از ایمپلنت دندانی برای درمان باعث افزایش انسجام استخوانی با استخوان های صورت می شود . تجزیه و تحلیل فراساختار اطراف ایمپلنت در تعیین زیست سازگاری آن و نحوه واکنش بدن به آن مفید است. یک مطالعه نشان داده است که کاشت گرانول های یک ماده زیستی مشتق شده از استخوان خوک باعث می شود بدن انسان این ماده را در فراساختار خود بگنجاند و استخوان جدید را تشکیل دهد.
هیدروکسی آپاتیت یک ماده زیستی است که برای اتصال مستقیم دستگاه های پزشکی به استخوان توسط فراساختار استفاده می شود. پیوند ها را می توان همراه با تری کلسیم فسفات ایجاد کرد و مشاهده شده است که بافت استخوانی اطراف آن ماده جدید را در ماتریکس خارج سلولی خود وارد می کند. هیدروکسی آپاتیت یک ماده بسیار زیست سازگار است و ویژگی های فراساختاری آن مانند جهت گیری کریستالی را می توان به دقت کنترل کرد تا از بهینه بودن زیست سازگاری آن اطمینان حاصل کرد. جهت گیری مناسب فیبر کریستالی می تواند مواد معدنی معرفی شده مانند هیدروکسی آپاتیت را شبیه به مواد بیولوژیکی که قصد جایگزینی دارند، کند. کنترل ویژگی های فراساختاری به دست آوردن خواص مواد خاص را ممکن می سازد.